# Qasim Said
Qasim Said Sanjoor Hardan, gyakran egyszerűen Qasim Said (arabul: قاسم بن سعيد سنجور الحردان; Szalála, 1985. január 1. –) ománi labdarúgó, az Al-Nasr csatára.

## Pályafutása

### A válogatottban
2009-ben mutatkozott be az ománi válogatottban. Részt vett a 2015-ös Ázsia-kupán.